# باونمكر (مقاطعة غيلانغرب)
باونمكر (بالفارسية: باونمکر) هي قرية تقع في قسم ويجنان الريفي (مقاطعة غيلانغرب) في إيران. يقدر عدد سكانها بـ 107 نسمة بحسب إحصاء 2016.